# Diocesi di Gregorio de Laferrere
La diocesi di Gregorio de Laferrere (in latino Dioecesis Gregorii de Laferrere) è una sede della Chiesa cattolica in Argentina suffraganea dell'arcidiocesi di Buenos Aires. Nel 2023 contava 756.700 battezzati su 838.100 abitanti. È retta dal vescovo Jorge Martín Torres Carbonell.

## Territorio
La diocesi comprende il partido di Cañuelas e due terzi del partido di La Matanza nella provincia di Buenos Aires in Argentina.
Sede vescovile è la città di Gregorio de Laferrere, dove si trova la cattedrale di Cristo Re.
Il territorio si estende su 1.440 km² ed è suddiviso in 34 parrocchie.

## Storia
La diocesi è stata eretta il 25 novembre 2000 con la bolla Haud parva laetitia di papa Giovanni Paolo II, ricavandone il territorio dalla diocesi di San Justo.

## Cronotassi dei vescovi
Si omettono i periodi di sede vacante non superiori ai 2 anni o non storicamente accertati.
- Juan Horacio Suárez (25 novembre 2000 - 19 dicembre 2013 ritirato)
- Gabriel Bernardo Barba (19 dicembre 2013 - 9 giugno 2020 nominato vescovo di San Luis)
- Jorge Martín Torres Carbonell, dal 30 giugno 2020

## Statistiche
La diocesi nel 2023 su una popolazione di 838.100 persone contava 756.700 battezzati, corrispondenti al 90,3% del totale.
| anno | popolazione | popolazione | popolazione | presbiteri | presbiteri | presbiteri | presbiteri                | diaconi | religiosi | religiosi | parrocchie |
| anno | battezzati  | totale      | %           | numero     | secolari   | regolari   | battezzati per presbitero | diaconi | uomini    | donne     | parrocchie |
| ---- | ----------- | ----------- | ----------- | ---------- | ---------- | ---------- | ------------------------- | ------- | --------- | --------- | ---------- |
| 2000 | 630.000     | 700.000     | 90,0        | 47         | 23         | 24         | 13.404                    |         | 26        | 50        | 24         |
| 2001 | 630.000     | 700.000     | 90,0        | 56         | 32         | 24         | 11.250                    |         | 26        | 50        | 24         |
| 2002 | 630.000     | 700.000     | 90,0        | 62         | 28         | 34         | 10.161                    | 5       | 49        | 42        | 26         |
| 2003 | 630.000     | 700.000     | 90,0        | 39         | 20         | 19         | 16.153                    | 11      | 36        | 48        | 30         |
| 2004 | 630.000     | 700.000     | 90,0        | 46         | 26         | 20         | 13.695                    | 11      | 60        | 34        | 27         |
| 2006 | 644.000     | 714.000     | 90,2        | 45         | 25         | 20         | 14.311                    | 12      | 32        | 51        | 26         |
| 2013 | 688.000     | 763.000     | 90,2        | 48         | 31         | 17         | 14.333                    | 15      | 28        | 58        | 28         |
| 2016 | 707.000     | 783.000     | 90,3        | 54         | 37         | 17         | 13.092                    | 14      | 34        | 45        | 30         |
| 2019 | 729.000     | 807.400     | 90,3        | 49         | 30         | 19         | 14.877                    | 14      | 42        | 43        | 30         |
| 2021 | 743.300     | 823.260     | 90,3        | 50         | 34         | 16         | 14.866                    | 13      | 37        | 33        | 30         |
| 2023 | 756.700     | 838.100     | 90,3        | 47         | 35         | 12         | 16.100                    | 14      | 36        | 40        | 34         |